# Episodi di Giulia (terza stagione)
La terza stagione della serie televisiva Giulia è stata trasmessa in anteprima negli Stati Uniti d'America dalla NBC tra il 15 settembre 1970 e il 23 marzo 1971.
| nº | Titolo originale           | Titolo italiano | Prima TV USA      | Prima TV Italia |
| -- | -------------------------- | --------------- | ----------------- | --------------- |
| 1  | Ready, Aim, Fired          |                 | 15 settembre 1970 |                 |
| 2  | Half Past Sick             |                 | 22 settembre 1970 |                 |
| 3  | Little Boys Lost           |                 | 29 settembre 1970 |                 |
| 4  | Altar Ego                  |                 | 6 ottobre 1970    |                 |
| 5  | Thanks Again               |                 | 13 ottobre 1970   |                 |
| 6  | Kim an' Horror             |                 | 20 ottobre 1970   |                 |
| 7  | Magna Cum Lover            |                 | 27 ottobre 1970   |                 |
| 8  | Bowled Over                |                 | 10 novembre 1970  |                 |
| 9  | Long Time No Ski           |                 | 17 novembre 1970  |                 |
| 10 | Smoke Scream               |                 | 24 novembre 1970  |                 |
| 11 | Parents Can Be Pains       |                 | 1º dicembre 1970  |                 |
| 12 | Essay Can You See?         |                 | 8 dicembre 1970   |                 |
| 13 | That New Black Magic       |                 | 22 dicembre 1970  |                 |
| 14 | Two for the Toad           |                 | 29 dicembre 1970  |                 |
| 15 | Kids Is a Four-Letter Word |                 | 5 gennaio 1971    |                 |
| 16 | Cousin of the Bride        |                 | 12 gennaio 1971   |                 |
| 17 | Cool Hand Bruce            |                 | 19 gennaio 1971   |                 |
| 18 | Toast Melba                |                 | 26 gennaio 1971   |                 |
| 19 | Courting Time              |                 | 2 febbraio 1971   |                 |
| 20 | Strictly for the Birds     |                 | 9 febbraio 1971   |                 |
| 21 | Corey's High-Q             |                 | 16 febbraio 1971  |                 |
| 22 | Paper Tigers               |                 | 23 febbraio 1971  |                 |
| 23 | Swing Low, Sweet Charity   |                 | 2 marzo 1971      |                 |
| 24 | Anniversary Faults         |                 | 9 marzo 1971      |                 |
| 25 | The Gender Trap            |                 | 16 marzo 1971     |                 |
| 26 | Anyone for Tenants?        |                 | 23 marzo 1971     |                 |